# HD 98499
HD 98499，又名BD+67 692，SAO 15478、HR 4383，是一颗恒星，视星等为6.21，位于銀經135.79，銀緯47.7，其B1900.0坐标为赤經11h 14m 46.9s，赤緯+67° 47.7′ 58″。